# Laophila isocyma
Laophila isocyma là một loài bướm đêm trong họ Geometridae.